# Воднева система на автомобіль
Водне́ва система на автомобіль – це пристрій, що забезпечує сукупність фізико-хімічних процесів для інтенсифікації процесу згоряння у двигунах внутрішнього згоряння з використанням добавок-активаторів – водню та кисню.
У пальному елементі автомобіля під час руху виробляється водневмісний газ, який складається з молекул і атомів водню і кисню. Цей газ отримують електролізом водних розчинів лугів або кислот і подають у впускний трубопровід двигуна до повітряного заряду.
Воднева система – це впровадження першого етапу водневого двигуна.
Добавка водневмісного газу приводить до зменшення витрати палива, підвищення ККД бензинових і дизельних двигунів і зниження концентрацій продуктів неповного  згоряння у відпрацьованих газах двигунів.
Даний метод не потребує зміни конструкції двигуна і його можна реалізувати в умовах експлуатації автомобіля.

## Вироблення водневмісної суміші
Шляхом електролізу з використанням електричного струму воднева система дисоціює молекули води Н2O на водень H2 і кисень O2.
Електроліз: 2 H2O → 2 H2 + O2
Горіння: 2 H2 + O2 → 2 H2О
Цю суміш також можна позначати як Кналлгас (Скандинавська та німецька Кналлгас: «вибух-газ»), хоча деякі автори визначають кналгаз загальним терміном для суміші палива з точною кількістю кисню, необхідної для повного згоряння, отже, оксигідроген у співвідношенні 2: 1 буде називатися «водневим газом».
В деяких країнах для оксиводню використовують терміни «Газ Брауна» і HHO.
Такий водневмісний активатор, що додається до основного палива, має у 9 разів вищу швидкість згоряння ніж швидкість згоряння бензину та у 10 разів у порівняння з дизелем. Завдяки додатковій турбулізації заряду для інтенсифікації перенесення теплоти із зони горіння у свіжий заряд підвищується швидкість і повнота згоряння основного палива та ефективний ККД двигуна.
Невелика добавка водню призводить до підвищення ККД бензинового та дизельного двигуна і зниження питомої витрати палива на 8-40%.

## Зниження питомої витрати палива на 8-40%
Невелика добавка водню призводить до зниження питомої витрати палива на 8-40% через використання систем запалювання з більшою енергією і тривалістю процесу запалювання. Це пояснюється тим, що при роботі двигуна на суміші, що характеризується низькою швидкістю поширення полум’я, необхідно, щоб займання виникало в багатьох точках заряду одночасно. Це може бути реалізовано або рухом заряду суміші через єдине джерело запалювання або розподіленням їх по об’єму заряду.
Вироблення водню на борту транспортного засобу може подовжити інтервал між заправками. Одним із способів отримання водневмісних сполук може бути конвертація водню із води шляхом електролізу під дією електричного струму на борту автомобіля. Це в свою чергу одночасно інтенсифікує процес згоряння в середині циліндра. 
Максимальна кількість домішок водню, яка склала 0,05…0,12% від маси основного дизельного палива. Це досягалось шляхом використання хвильових процесів в паливній апаратурі високого тиску, налаштування змішуючого пристрою, коригування кута випередження впорскування в межах -2…-7° та параметрів додавання водню. При цьому ефективна потужність двигуна збільшилась на 2,6…5,5%, а ефективна витрата палива зменшилась на 4,5…5,7%.
Добавка водневмісного газу призводить до зменшення годинної витрати традиційного пального під час роботи двигуна в різних швидкісних режимах активного холостого ходу. Доведено, що за рахунок меншого відкриття дросельної заслінки і часткового заміщення водневмісним газом знижується витрата повітря в усьому діапазоні частот обертання, що призвело до зменшення масових викидів шкідливих речовин з відпрацьованими газами.
Добавка газу Н2/О2 знижує загальну величину витрати палива двигуна при всіх використаних режимах навантаження. Зниження загальної витрати палива відбувається шляхом кращого згоряння отриманої суміші внаслідок вищої швидкості полум'я водню.
Для генерації водню в Європі досить поширені системи з використанням продуктів гідролізу, оскільки вони найдешевші у виробництві і дообладнання ними автомобіля не вимагає суттєвих конструктивних змін у конструкції ДВЗ. До того ж енерговитрати 210 необхідні для отримання відповідної кількості воднево-кисневої суміші, як основного продукту гідролізу, цілком можливі для бортової системи двигуна. Електролізери витрачають на одержання кубічного метра чистого водню з води близько 4 кВт/г електроенергії або близько 3 кВт/г на кубічний метр суміші водню і кисню. Діючі промислові установки витрачають на цей процес в 1,5–2 рази більше. Енергія ж, що отримується при спалюванні одного кубічного метра лише водню, становить близько 3,5 кВт/г. Хоча за іншими даними вона може бути значно меншою.
Встановлено, що використання водню у двигунах з іскровим запалюванням дає можливість покращити якість згоряння палива та покращити їх екологічні показники. Фізико-хімічні властивості водню дозволяють реалізувати ступені збіднення, які не вдається забезпечити іншими способами. ККД двигунів підвищується на 10–15%, а в режимах часткових навантажень – на 17–22%. До того ж, при переході на такий тип живлення ДВЗ витрата палива та викиди шкідливих речовин у відпрацьованих газах зменшуються.
З урахуванням витрат енергії на отримання газу економія палива залишилась на рівні 12%.

## Підвищення ККД бензинового та дизельного двигуна
Зі збагаченням основного палива воднево-кисневою сумішшю підвищується індикаторний ККД і зменшується потужність механічних втрат, зменшується індикаторна потужність, яка необхідна для отримання однакової ефективної потужності. В результаті збільшення ефективного ККД поліпшується паливна економічність двигуна.
Індикаторний ККД робочого циклу двигуна зростає з підвищенням ступеня стискання і збідненні паливоповітряної суміші повітрям і рециркульованими відпрацьованими газами. При цьому надлишкове повітря і відпрацьовані гази призводять до зниження втрат на газообмін в часткових навантаженнях, а також зниження температури згоряння, внаслідок чого зменшуються втрати теплоти на дисоціацію і в стінки циліндра.
Добавка водневмісного газу інтенсифікує процес згоряння, при цьому скорочуються усі три фази згоряння та зменшується ступінь невідтворності послідовних робочих циклів, що позитивно впливає на індикаторні показники двигуна.

## Зниження концентрації викидів шкідливих речовин
Додавання водню суттєво впливає на поліпшення екологічних показників відпрацьованих газів. При роботі двигуна внутрішнього згоряння з добавкою водню кількість викидів вуглеводнів (СmНn) знизилася на 40–50%, монооксиду вуглецю (СО) – на 15–25%. 
Наявність додатково водню всередині камери згоряння дозволяє зменшити димність, оскільки водень виступає активатором зон окиснення частинок сажі, сприяючи їх більш повному вигорянню. Вплив водню на процеси окислення азоту та сажоутворення в дизелях проявляється на різних стадіях робочого циклу. Наприклад, його реакційна здатність спричиняє розширення меж самозаймання суміші і, як результат, сприяє вигорянню зон з бідним та багатим складом 211 паливо-повітряної суміші. Це, в свою чергу, покращує процес горіння в середині циліндра.
В результаті додавання газу Н2/О2 спостерігалося зниження викидів вуглеводнів на 6,7%, викиди оксидів вуглецю знизилися на 14,4% у порівнянні з роботою на чистому бензині чи дизелі.

## Історія створення
Ідею створення водневого генератора розробляв ще в 1806 році Франсуа Ісаак де Ріваз, який отримував водень із води методом електролізу. Спроби запустити ДВС на водні були зроблені не для захисту навколишнього середовища, а з метою економії палива та пошуку його альтернатив.
З того часу різні компанії та фірми доопрацьовують розробки з використанням суміші водню та кисню. Сьогодні системи генерації водню для авто є популярними у Європі, США та Канаді.

## Перша воднева система в Україні
В Україні запатентовану водневу систему виробляє компанія Hydroxy Ukraine з 2014 року. 
У 2022 році водневі системи стали проєктом Програми сприяння інноваційному та науково-технологічному розвитку Львівської обласної ради, а на основі розробок Hydroxy Ukraine на базі SID City Scientific Park Національного університету «Львівська політехніка» відкрили Центр водневих технологій.

## Дивись також
- Водневе авто
- Водневий двигун
- Воднева заправна станція
- Біоводень
- Воднева енергетика